# Amolops tuberodepressus
Amolops tuberodepressus es una especie de anfibio anuro del género Amolops de la familia Ranidae.
Es endémica de la provincia de Yunnan (China).